# Disment of Soul
Disment of Soul es el primer EP de la banda Amorphis. Fue lanzado el 4 de enero de 1991 solamente como demo.

## Canciones
1. "Disment of Soul" − 4:02
2. "Excursing from Existence" − 3:27
3. "Privilege of Evil" − 4:05

- Datos: Q5808461